# オーマイガー!
「オーマイガー!」は、日本の女性アイドルグループ・NMB48の楽曲。作詞は秋元康、作曲は五戸力が担当した。2011年10月19日にNMB48の2枚目のシングルとしてlaugh out loud! recordsから発売された。楽曲のセンターポジションは山本彩と山田菜々が務めた。

## 背景とリリース
「オーマイガー!」の選抜メンバーは前作に引き続き16人で、5人が入れ替わった。当初は近藤里奈・吉田朱里・渡辺美優紀が選抜メンバー入りしていたが、吉田の謹慎に伴いメンバーの選抜がやり直され近藤・渡辺が選抜落ち、代わりに村上文香・山岸奈津美・山口夕輝が選抜入りした。研究生の城恵理子・村上文香・矢倉楓子・山岸奈津美・與儀ケイラが初選抜入り。上記の近藤・吉田・渡辺以外に、篠原栞那・松田栞が選抜から外れた。
通常盤Type-A、通常盤Type-B、通常盤Type-Cのほか、キャラアニ限定発売の劇場盤の4形態がリリースされ、Type-A・Type-B・Type-Cでは3曲目の収録楽曲は異なる。そのうち通常盤Type-A、通常盤Type-B、通常盤Type-C初回生産分には全国握手会参加券とオリジナルトレーディングカード（全16種類のうち）ランダム1枚が封入され、劇場盤には個別握手会参加券が封入される。
カップリング曲は前作より増えて5曲となり、ユニットも前作からの「紅組」「白組」と全員歌唱曲に加え、7人で構成されるユニット「NMBセブン」が新たに結成された。全員歌唱曲「僕は待ってる」には、発売時点で謹慎中の島田玲奈・松田栞・吉田朱里を除く当時のNMB48のメンバー全員が参加している。なお、白組が歌うカップリング曲「結晶」は、2013年4月に行われた楽曲人気投票コンサート「NMB48 リクエストアワー セットリストベスト30」で1位に選ばれている。
キャッチコピーは「まだまだ原石だらけです!!」。

## アートワーク
| Type-A 表 | 「オーマイガー!」選抜メンバー16人 |
| Type-A 裏 | 「白組」メンバー12人              |
| Type-B 表 | 「オーマイガー!」選抜メンバー16人 |
| Type-B 裏 | 「紅組」メンバー12人              |
| Type-C 表 | 「NMBセブン」のメンバー7人        |
| Type-C 裏 | 「NMBセブン」のメンバー7人        |
| 劇場盤 表 | 城恵理子・山田菜々・山本彩        |
| 劇場盤 裏 | 城恵理子・山田菜々・山本彩        |

## チャート成績
発売前日の10月18日付オリコンデイリーシングルチャートで、約17万2000枚を売り上げ初登場1位となり、枚数では前作「絶滅黒髪少女」の記録を4万枚上回った。
2011年10月31日付オリコン週間シングルチャートで、約26万5000枚を売り上げ初登場1位となった。デビューから2作連続での初週売上20万枚突破はKAT-TUN以来5年3か月ぶり、女性アーティストでは史上初の快挙である。

### 週間チャート
| チャート（2011年）                         | 最高位 |
| ------------------------------------------ | ------ |
| オリコン週間                               | 1      |
| オリコン月間（2011年10月度）               | 2      |
| オリコン年間                               | 13     |
| Billboard JAPAN HOT 100                    | 3      |
| Billboard JAPAN Hot Singles Sales          | 3      |
| Billboard JAPAN Hot Top Airplay            | 8      |
| Billboard JAPAN Adult Contemporary Airplay | 41     |
| サウンドスキャン（Type-A）                 | 5      |
| RIAJ有料音楽配信チャート                   | 8      |

## ミュージック・ビデオ
ミュージック・ビデオ（MV）は平川雄一朗が手がけ、女子サッカー部顧問役としての河本準一（次長課長）が出演している。ロケ地は東洋学園大学流山キャンパス。
「結晶」MVの監督は村山和也。ロケ地は神奈川県立相模原公園。
「捕食者たちよ」MVの監督は園田俊郎。本編には浜村淳、白竜が出演している。
振付は西田一生（西田プロジェクト）が担当。

## メディアでの使用
「オーマイガー!」はラウンドワンとNMB48とのコラボレーションキャンペーン『ROUND1 × NMB48』のCMソングとして使用された。このほか、以下のタイアップがある。
- 関西テレビ『どっキング48』 エンディング・テーマ(2011年9月20日 - 12月27日)
- 朝日放送（ABCテレビ）『今ちゃんの「実は…」』2011年10月度エンディング・テーマ
- 新潟総合テレビ『スマイルスタジアムNST』2011年10月度エンディング・テーマ
- 長野放送『土曜はこれダネッ!』2011年10月度エンディング・テーマ
- 仙台放送『あらあらかしこ』2011年10月度エンディング・テーマ
- 熊本放送『サウンドキッズ』2011年10月度エンディング・テーマ
- RKB毎日放送『チャートバスターズR!』2011年10月度レコメンドソング
- ラジオ関西『NMB48ジョーとダレカのガールズ☆ト〜ク』オープニングテーマ

## 収録曲

### 通常盤Type-A
| 全作詞: 秋元康。 |                                  |        |            |                |      |
| #                | タイトル                         | 作詞   | 作曲       | 編曲           | 時間 |
| 1.               | 「オーマイガー!」                | 秋元康 | 五戸力     | 生田真心       | 4:19 |
| 2.               | 「僕は待ってる」                 | 秋元康 | 酒井康男   | 野中“まさ”雄一 | 3:45 |
| 3.               | 「結晶」(白組)                   | 秋元康 | 丸山真由子 | 丸山真由子     | 4:28 |
| 4.               | 「オーマイガー! off vocal ver.」 | 秋元康 |            |                |      |
| 5.               | 「僕は待ってる off vocal ver.」  | 秋元康 |            |                |      |
| 6.               | 「結晶 off vocal ver.」          | 秋元康 |            |                |      |

| #  | タイトル                                         | 作詞 | 作曲・編曲 |
| -- | ------------------------------------------------ | ---- | ---------- |
| 1. | 「オーマイガー! Music Video」                    |      |            |
| 2. | 「結晶 Music Video」                             |      |            |
| 3. | 「オーマイガー! Music Video（Dance Shot ver.）」 |      |            |
| 4. | 「第一回NMB紅白対抗水泳大会（前編）」            |      |            |

### 通常盤Type-B
| 全作詞: 秋元康。 |                                  |        |          |                |      |
| #                | タイトル                         | 作詞   | 作曲     | 編曲           | 時間 |
| 1.               | 「オーマイガー!」                | 秋元康 | 五戸力   | 生田真心       | 4:19 |
| 2.               | 「僕は待ってる」                 | 秋元康 | 酒井康男 | 野中“まさ”雄一 | 3:46 |
| 3.               | 「捕食者たちよ」(紅組)           | 秋元康 | 平隆介   | 中西亮輔       | 4:27 |
| 4.               | 「オーマイガー! off vocal ver.」 | 秋元康 |          |                |      |
| 5.               | 「僕は待ってる off vocal ver.」  | 秋元康 |          |                |      |
| 6.               | 「捕食者たちよ off vocal ver.」  | 秋元康 |          |                |      |

| #  | タイトル                                         | 作詞 | 作曲・編曲 |
| -- | ------------------------------------------------ | ---- | ---------- |
| 1. | 「オーマイガー! Music Video」                    |      |            |
| 2. | 「捕食者たちよ Music Video」                     |      |            |
| 3. | 「オーマイガー! Music Video（Dance Shot ver.）」 |      |            |
| 4. | 「第一回NMB紅白対抗水泳大会（後編）」            |      |            |

### 通常盤Type-C
| 全作詞: 秋元康。 |                                  |        |          |                |      |
| #                | タイトル                         | 作詞   | 作曲     | 編曲           | 時間 |
| 1.               | 「オーマイガー!」                | 秋元康 | 五戸力   | 生田真心       | 4:19 |
| 2.               | 「僕は待ってる」                 | 秋元康 | 酒井康男 | 野中“まさ”雄一 | 3:46 |
| 3.               | 「嘘の天秤」(NMBセブン)          | 秋元康 | 川浦正大 | 野中“まさ”雄一 | 4:50 |
| 4.               | 「オーマイガー! off vocal ver.」 | 秋元康 |          |                |      |
| 5.               | 「僕は待ってる off vocal ver.」  | 秋元康 |          |                |      |
| 6.               | 「嘘の天秤 off vocal ver.」      | 秋元康 |          |                |      |

| #  | タイトル                                         | 作詞 | 作曲・編曲 |
| -- | ------------------------------------------------ | ---- | ---------- |
| 1. | 「オーマイガー! Music Video」                    |      |            |
| 2. | 「オーマイガー! Music Video（Dance Shot ver.）」 |      |            |
| 3. | 「NMB48 feat.吉本新喜劇」                        |      |            |
| 4. | 「NMB48の軌跡」                                  |      |            |

### 劇場盤
| 全作詞: 秋元康。 |                                           |        |            |            |      |
| #                | タイトル                                  | 作詞   | 作曲       | 編曲       | 時間 |
| 1.               | 「オーマイガー!」                         | 秋元康 | 五戸力     | 生田真心   | 4:19 |
| 2.               | 「結晶」(白組)                            | 秋元康 | 丸山真由子 | 丸山真由子 | 4:28 |
| 3.               | 「捕食者たちよ」(紅組)                    | 秋元康 | 平隆介     | 中西亮輔   | 4:27 |
| 4.               | 「なんでやねん、アイドル」                | 秋元康 | 吉野貴雄   | 吉野貴雄   | 4:42 |
| 5.               | 「オーマイガー! off vocal ver.」          | 秋元康 |            |            |      |
| 6.               | 「結晶 off vocal ver.」                   | 秋元康 |            |            |      |
| 7.               | 「捕食者たちよ off vocal ver.」           | 秋元康 |            |            |      |
| 8.               | 「なんでやねん、アイドル off vocal ver.」 | 秋元康 |            |            |      |

## 選抜メンバー
- 小笠原茉由
- 門脇佳奈子
- 岸野里香
- 木下春奈
- 小谷里歩
- 城恵理子
- 上西恵
- 白間美瑠
- 福本愛菜
- 村上文香
- 矢倉楓子
- 山岸奈津美
- 山口夕輝
- 山田菜々
- 山本彩
- 與儀ケイラ

## 収録アルバム
| 曲名          | アルバム                | 発売日        |
| ------------- | ----------------------- | ------------- |
| オーマイガー! | 『てっぺんとったんで!』 | 2013年2月27日 |